# Mads Hvilsom
Mads Dittmer Hvilsom, född 23 augusti 1992 i Himmelev, är en dansk fotbollsspelare som spelar för Esbjerg fB, på lån från Eintracht Braunschweig.